# Deilanthe thudichumii
Deilanthe thudichumii är en isörtsväxtart som först beskrevs av L. Bol., och fick sitt nu gällande namn av Steven A. Hammer. Deilanthe thudichumii ingår i släktet Deilanthe, och familjen isörtsväxter. Inga underarter finns listade i Catalogue of Life.